# Нова Ґуя
Нова Ґуя (пол. Nowa Guja, нім. Neu Guja) — село в Польщі, у гміні Венґожево Венґожевського повіту Вармінсько-Мазурського воєводства.
У 1975-1998 роках село належало до Сувальського воєводства.